# 上海号不時着事件
上海号不時着事件（シャンハイごう-ふじちゃくじけん）は、日華事変（日中戦争）時に発生した航空機事故である。事故そのものよりも事故機に軍事機密書類が搭載されていたことから、日本軍が震撼したとされる事件である。

## 事故の経過
中華航空所属の上海号（DC3型機）が上海の大場鎮飛行場を離陸したのは、1941年（昭和16年）12月1日（月）午前8時30分であった。なお中華航空は現在では日本政府の友好政権とみなされている、中華民国臨時政府や中華民国維新政府などが出資して1936年に創業した航空会社であり、日中合弁ともいえる。
また、当時は日華事変の最中であり、日本軍と蒋介石率いる中華民国国民党政権が交戦中であることから、運行されている航空便の乗員だけでなく乗客の多くは日本人とドイツ人であった。
上海号は、中継地であった当時日本統治下の台湾の台北飛行場に11時20分に着陸。乗客の乗降と燃料補給を行い、12時30分、再び離陸し広東省を目指した。なお、広東省は日本軍の勢力下にあったが、途中の地域は国民党側の勢力下であり「敵側」上空を通過する予定であった。予定では台北から3時間で広州に到着するはずであった。
しかし、汕頭上空通過の通信を最後に通信が途絶えた。中華航空やその他の飛行場では通信が途絶えたことに不安を持ったが、通信機の故障も予想されたため、広東飛行場に上海号が現れるのを待った。しかし到着予定時刻の午後4時を過ぎても機影を確認することができなかった。燃料が枯渇する午後5時過ぎ、中華航空は遭難の気配濃厚として支那派遣軍総司令部に報告した。連絡を受けた司令部は大混乱となり、その日のうちに不時着機の捜索が開始された。
そして12月3日に、日本陸軍の偵察機(九八式直協機)が仙頭と広州の中間付近の獅朝洞高地に不時着している上海号を発見した。事故原因は明らかではないが、悪天候により山岳地帯に迷い込み不時着を余儀なくされたと推測されている。なお上海号の機首は相当破損していたが胴体部分が原型を留めており生存者がいる可能性があった。しかし、現場は敵地内であり救出は難しかった。そのうえ当時は、敵地内に不時着した場合、軍人は交戦の上自決、民間人は捕虜もしくは軍人同様に自決であり、日本軍が介入する事態ではなかった。
しかし日本軍は機体発見直後に、不時着機を爆撃機で爆撃し破壊した。これは事故機に12月8日に予定されていた対米英開戦時における香港攻略作戦の作戦命令書及び暗号書など機密性の高い書類が積まれており、それが敵側に渡るのを恐れての行為であった。

## 搭乗員
乗務員
- 熊谷義則（操縦士）
- 近藤八百田（機関士）
- 山田次郎（航空士）
- 森屋金兵衛（通信士）

上海からの乗客
- 杉坂共之（陸軍少佐・支那派遣軍司令部参謀部付）
- 宮原大吉（陸軍中尉・第15航空通信隊中隊長）
- 逸見達志（波集団陸軍嘱託）（本名:一色良、陸軍中尉）
- 今利雄一（陸軍少尉・佐藤武部隊）
- 竹内健（陸軍少尉・鯉第5174部隊）
- 長谷川吉之助（第二遣支艦隊司令部海軍法務官）
- 笠村俊輔（興亜院広東派遣事務所調査官）
- 磯辺四郎（日映ニュース部員）
- 田知花信量（上海大毎支局長）
- マウエルス・ハケン（ドイツ駐華大使館員）

台北での乗客
- 前田良平（陸軍少佐・仏印飯田部隊）
- 加久保尚身（陸軍大尉・台湾軍司令部）
- 村井謙吉（陸軍主計大尉・参謀本部）
- 久野寅平（陸軍曹長・第25軍司令部電報班）

## 事件を取り扱った文学
- 吉村昭 『大本営が震えた日』新潮社、1968年